# La Montagne et la Vipère
La Montagne et la Vipère (The Mountain and the Viper) est le huitième épisode de la quatrième saison de la série télévisée américaine de fantasy Game of Thrones, et globalement le 38e de la série. L'épisode a été écrit par les co-créateurs de la série David Benioff et D. B. Weiss et réalisé par Alex Graves. Il fut diffusé le 1er juin 2014 sur HBO.

## Résumé

### Au Mur
Vère (Hannah Murray) a une conversation tendue avec l'une des prostituées à La Mole, avant que le village ne soit attaqué par Styr (Yuri Kolokolnikov), Tormund (Kristofer Hivju), et leurs armées. Pendant l'offensive des sauvageons, Vère est découverte par Ygrid (Rose Leslie), mais cette dernière l'épargne lorsqu'elle remarque son bébé. Les nouvelles de l'attaque atteignent le Mur, où Sam (John Bradley) déplore sa décision d'avoir envoyé Vère à La Mole, et se demande si elle est encore vivante. Avec l'attaque imminente de Mance Rayder sur le Mur, les hommes de la Garde de Nuit envisagent leurs chances contre la horde sauvageonne.

### Dans le Nord
Ramsay Snow (Iwan Rheon) répète son plan avec Schlingue (Alfie Allen), qui se fera passer pour Theon Greyjoy. Sur un cheval et portant un drapeau blanc, Theon entre dans Moat Cailin et est reçu par Ralf Kenning (Grahame Fox). Theon lui donne les conditions de leur reddition, que Kenning à l'intention de décliner, avant qu'il ne soit tué par l'un de ses propres hommes, qui assume le commandement et accepte les termes. Cependant, après que le Fer-nés ait ouvert les portes de la Moat, Ramsay et son armée entrent dans la forteresse et les massacrent tous par écorchement. Comme récompense pour avoir repris la Moat, Lord Roose Bolton (Michael McElhatton) légitime Ramsay, en utilisant sa nouvelle autorité de Gardien du Nord pour faire de Ramsay un véritable Bolton. Les Bolton, leur armée, et Schlingue partent par la suite pour leur nouveau siège à Winterfell.

### Par-delà le détroit
Missandei (Nathalie Emmanuel) surprend Ver Gris (Jacob Anderson) épiant sa baignade. Bien qu'elle protège sa pudeur après l'avoir vu, elle va plus tard chercher conseils auprès de Daenerys (Emilia Clarke) et exprime le désir d'avoir une relation avec lui. Malheureusement, comme tous les Immaculés sont faits eunuques à un âge précoce, une relation est pratiquement impossible. Plus tard, Ser Barristan (Ian McElhinney) reçoit une lettre cachetée avec le sceau de la Main du roi. Il le montre à Ser Jorah (Iain Glen), expliquant que c'est une grâce royale signée par Robert Baratheon, en échange d'espionnage sur Daenerys. Après que Jorah ait admis l'avoir espionnée, elle le condamne à l'exil et l'ordonne de quitter Meereen.

### Dans le Val
Après la mort de Lysa, Petyr Baelish (Aidan Gillen) est interrogé par Lord Yohn Royce (Rupert Vansittart) et d'autres faisant partie de la noblesse du Val. Petyr affirme que Lysa s'est suicidée en se jetant par la Porte de la Lune, mais ils n'ont pas confiance en lui, mettant en évidence ses bordels à Port-Réal et son sang étranger. Royce demande à parler avec Sansa (Sophie Turner), qui se fait passer pour la nièce de Petyr, Alayne. Sansa semble s'effondrer sous la pression de la situation, admettant sa véritable identité à l'assemblée, mais finalement corrobore l'histoire de Petyr, et les convainc de son innocence. Petyr demande que Robin (Lino Facioli) soit le nouveau protecteur du Val et préconise que ce dernier sorte des Eyrié pour une visite du territoire. Lorsque Petyr confronte Sansa à ses mensonges aux Lords du Val, elle lui dit qu'elle ne savait pas ce qu'ils auraient fait d'elle s'ils l'avaient exécuté pour la mort de Lysa. Elle dit aussi à Petyr qu'elle sait ce qu'il veut. Plus tard, Petyr, Sansa et Robin quittent les Eyrié pour visiter le Val.
Dehors, Sandor "Le Limier" Clegane (Rory McCann) et Arya (Maisie Williams) marchent sur le chemin étroit menant aux Eyrié. Arrivés à la Porte Sanglante, ils sont informés de la mort de Lady Arryn par Donnel Waynwood (Alisdair Simpson). Arya, plutôt que de pleurer la perte de sa tante, éclate d'un rire hystérique, constatant qu'ils ont fait le chemin pour rien et que "Le Limier" n'aura pas sa récompense.

### À Port-Réal
Peu de temps avant le début de son duel judiciaire, Tyrion (Peter Dinklage) parle de ses chances avec son frère, Jaime (Nikolaj Coster-Waldau). Lorsque Tyrion est emmené à l'extérieur, il a une brève conversation avec son champion, Oberyn "la Vipère Rouge" Martell (Pedro Pascal), qui est confiant. Ser Gregor "La Montagne" Clegane (Hafþór Júlíus Björnsson) arrive peu de temps après, et le duel commence. Pendant le combat, Oberyn demande plusieurs fois à la Montagne d'admettre le viol et le meurtre de sa sœur, Elia, et ses deux enfants. Oberyn, plus agile, domine le combat en lançant plusieurs attaques habiles sur la Montagne, le mettant au sol et lui donnant un coup presque fatal. Oberyn, criant, somme alors la Montagne d'avouer, espérant que la Montagne admette que c'était Tywin (Charles Dance) qui a donné l'ordre. Oberyn, furieux de ne pas obtenir d'aveux, tourne autour du corps de la Montagne gisant au sol, et dans un moment d'inattention, la Montagne le fait tomber au sol, lui casse des dents d'un coup de poing, lui crève les yeux tout en confessant l'assassinat d'Elia et de ses enfants, puis lui écrase ensuite le crâne. La Montagne s'effondre alors de nouveau sur le sol à la suite de ses graves blessures. Le champion de l'accusé étant mort, Tywin se lève et prononce la sentence à mort de Tyrion pour régicide.

## Production

### Scénario
L'épisode a été écrit par les co-créateurs de la série David Benioff et D. B. Weiss, en se basant sur trois romans de George R. R. Martin : A Storm of Swords, chapitres Daenerys V, Daenerys VI, et Tyrion X ; A Feast for Crows, chapitres Alayne I et Alayne II ; et A Dance with Dragons, chapitre Schlingue II.

## Accueil

### Audiences
La Montagne et la Vipère a été regardé par environ 7 170 000 personnes au cours de sa première diffusion.

### Réception par la critique
L'épisode a reçu les éloges de la critique et du public, avec la lutte entre le prince Oberyn et la Montagne salué comme étant le point culminant de l'épisode. Sur Rotten Tomatoes il a obtenu un score de 97 %, basé sur 30 avis, avec le consensus suivant : « Avec l'une des scènes les plus horribles à ce jour, La Montagne et la Vipère délivre un climat tendu, avec un twist final qui vaut bien l'attente ».
Écrivant pour The A.V. Club, Todd VanDerWerff donne à l'épisode un « A- » et salue la mise en scène du combat final par le réalisateur Alex Graves. Erik Adams, écrivant également pour The A.V. Club donne à l'épisode un « A ». Terri Schwartz de Zap2it.com, écrit que l'épisode était « à ce jour l'un des épisodes les plus forts du Trône de fer, et que c'est juste le type d'épisode que la mort de Oberyn Martell mérite ».

### Écho sur les réseaux sociaux
Comme le neuvième épisode de la troisième saison, Les Pluies de Castamere, l'épisode provoque de nombreuses réactions sur les réseaux sociaux, notamment avec la diffusion de vidéos montrant les réactions des téléspectateurs au moment du retournement final.

### Distinctions
L'épisode a remporté un Emmy Award de la meilleure direction artistique pour une série contemporaine ou de fantasy (une caméra).